# Сен-Блез (Приморские Альпы)
Сен-Блез (фр. Saint-Blaise) — коммуна на юго-востоке Франции в регионе Прованс — Альпы — Лазурный берег, департамент Приморские Альпы, округ Ницца, кантон Туррет-Леванс. До марта 2015 года коммуна административно входила в состав упразднённого кантона Левенс (округ Ницца).
Площадь коммуны — 8,04 км², население — 925 человек (2006) с выраженной тенденцией к росту: 988 человек (2012), плотность населения — 122,9 чел/км².

## Население
Население коммуны в 2011 году составляло 977 человек, а в 2012 году — 988 человек.
| 1962 | 1968 | 1975 | 1982 | 1990 | 1999 | 2005 | 2006 | 2010 | 2011 | 2012 |
| ---- | ---- | ---- | ---- | ---- | ---- | ---- | ---- | ---- | ---- | ---- |
| 156  | 190  | 210  | 339  | 640  | 892  | 928  | 925  | 959  | 977  | 988  |

Динамика численности населения:

## Экономика
В 2010 году из 668 человек трудоспособного возраста (от 15 до 64 лет) 502 были экономически активными, 166 — неактивными (показатель активности 75,1 %, в 1999 году — 71,6 %). Из 502 активных трудоспособных жителей работали 479 человек (257 мужчин и 222 женщины), 23 числились безработными (17 мужчин и 6 женщин). Среди 166 трудоспособных неактивных граждан 60 были учениками либо студентами, 57 — пенсионерами, а ещё 49 — были неактивны в силу других причин.
На протяжении 2010 года в коммуне числилось 349 облагаемых налогом домохозяйств, в которых проживало 964,0 человека. При этом медиана доходов составила 22 тысячи 727 евро на одного налогоплательщика.